# 이천군
이천군(伊川郡)은 조선민주주의인민공화국 강원도의 서남부에 위치하는 군이다.

## 지리
남쪽으로 철원군, 동쪽으로 평강군, 북쪽으로 판교군과 경계를 접한다. 서쪽에는 황해북도 토산군·신계군이 있다.
지형의 대부분이 높은 산지이고 가장 높은 산은 해발 1,585m의 명이덕산이다. 군의 경계를 따라 마식령산맥과 령암산맥이 달리고 있다. 림진강이 남쪽으로 흘러 이천분지를 형성하고 있다.

## 역사
| Daedongyeojido (Gyujanggak) 10-04.jpg | Daedongyeojido (Gyujanggak) 10-03.jpg |
| Daedongyeojido (Gyujanggak) 11-04.jpg | Daedongyeojido (Gyujanggak) 11-03.jpg |

고구려 시대에는 이진매현으로 불렸고 신라 시대에 이천으로 개칭했다. 조선 시대인 1413년에는 이천현이 되어 현감이 놓여졌고 경기도로부터 강원도로 이관되었다. 1895년에 이천군이 되었다.
1914년에는 남쪽으로 인접하는 안협군(현재의 철원군을 합병하였다. 해방 무렵에는 11개면으로 구성되어 있었고 현재의 판교군·철원군(북조선)을 포함한 지역을 관할하고 있었다.
1952년 12월 당시 이천군의 이천면, 학봉면과 서면의 6개 리, 산내면의 6개 리, 룡포면의 5개 리를 합병해 이천군(이천읍, 21개 리)을 구성했다.

## 경제
농업은 낮은 지역에서 제한적으로 이루어지고 양잠업 또한 행해진다. 산림이 풍부해 벌목업이 주요 산업이다. 금, 석면, 니켈, 납이 매장되어 있다.

## 행정 구역
1읍 22리로 구성되어 있다.
- 이천읍 (伊川邑)
- 개천리 (開川里)
- 신당리 (新堂里)
- 문동리 (文童里)
- 산지리 (山旨里)
- 무릉리 (武陵里)
- 건설리 (建設里)
- 회산리 (回山里)
- 축동리 (軸洞里)
- 산참리 (山站里)
- 우미리 (友味里)
- 룡정리 (龍亭里)
- 신흥리 (新興里)
- 학봉리 (鶴峰里)
- 오현리 (筽峴里)
- 사청리 (射廳里)
- 은행정리 (銀杏亭里)
- 심동리 (深洞里)
- 장동리 (長洞里)
- 송정리 (松亭里)
- 상하리 (上下里)
- 장재리 (長在里)
- 성북리 (城北里)

## 같이 보기
- 조선민주주의인민공화국의 지리
- 조선민주주의인민공화국의 행정 구역